# ماتی هرادسکی
ماتی هرادسکی (اسلواکی: Matej Hrádecký؛ زادهٔ ۱۷ آوریل ۱۹۹۵) بازیکن فوتبال اهل فنلاند بود.
از باشگاه‌هایی که در آن بازی کرده‌است می‌توان به باشگاه فوتبال سینایوئن یالکاپالوکرهو، باشگاه فوتبال اوبو، و باشگاه فوتبال تورون پالوسئورا اشاره کرد.
وی همچنین در تیم‌های ملی فوتبال زیر ۲۱ سال فنلاند، و فنلاند بازی کرده‌است.